# Ermita del Santísimo Cristo de la Antigua
La ermita del Santísimo Cristo de la Antigua es un edificio religioso que se levanta en la localidad española de Piedrabuena, en la provincia de Ciudad Real. Dentro se venera a la imagen del Santísimo Cristo de la Antigua, patrón de la localidad.
Entre 1805 y 1891 la ermita hace las veces de parroquia durante la realización de las obras de la actual iglesia parroquial. Por su mal estado la ermita fue desalojada y pocos años después se iniciaron las obras de la nueva ermita que concluyeron en 1952. Esta nueva ermita se realizó única y exclusivamente con el apoyo, trabajo y donaciones de los vecinos del pueblo, poniendo cada uno de ellos de su parte para la conclusión de estas obras que se realizaban en sus horas libres: pintar, cortar, construir, etc., de ahí que la construcción de la ermita se prolongara durante muchos años.
La devoción del Stmo. Cristo data del siglo XVI, y el llamarse de la Antigua era porque el cristo se encontraba en la ermita de la Virgen Antigua. Su cofradía se constituye en el siglo XVII, pasando a llamarse sus cofrades: esclavos del Stmo. Cristo de la Antigua y que no pasaban de ser 33 miembros, con este nombre se mantuvieron hasta principios del siglo XX. La cofradía poseía bastantes tierras que mantuvo hasta mediados del siglo XIX en que son desamortizadas, siendo vendidas en la pública subasta.
Las fiestas del Stmo. Cristo se han celebrado siempre del 13 al 18 de septiembre, siendo el 14 de septiembre el día del patrón. Antiguamente para tal festividad, el ayuntamiento de Piedrabuena organizaba anualmente una corrida de toros que tenía lugar en la plaza de toros de la Constitución, hoy Plaza Mayor, hasta que en el 1901 es construida la plaza de toros.

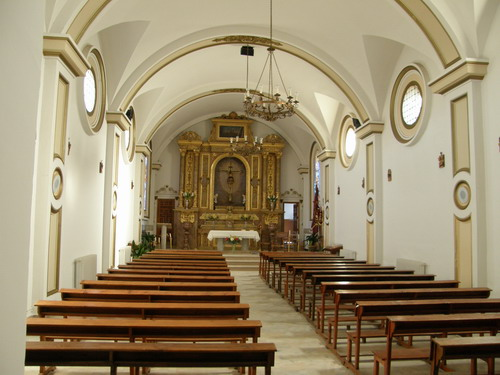
Ermita del Santísimo Cristo de la Antigua. (interior)

El último domingo de agosto, se traslada en procesión a la imagen del Santísimo Cristo de la Antigua desde la ermita hasta la iglesia parroquial (subida del cristo), donde permanece hasta el 21 de septiembre que es trasladado nuevamente en procesión a su ermita (bajada del cristo), donde permanece todo el año. El 14 de septiembre, al ser la festividad del Santísimo Cristo de la Antigua, se realiza una procesión con salida y entrada desde la iglesia parroquial Nuestra Señora de la Asunción.
Las enagüillas y las tres potencias de plata que actualmente lleva el cristo, comenzaron a ponerse en un año que se desconoce del siglo pasado.
A finales del siglo XIX se construye su primera carroza con ruedas de madera, de aquella carroza se conservan aun cuatro ángeles en talla de madera y el actual dosel que lleva el cristo en su carroza, que fue regalada por Enrique de Trastámara Entranvasaguas.[cita requerida]